# Old World ROM
L'Old World ROM est un composant de mémoire ROM des modèles Macintosh utilisant une boîte à outils Macintosh, le plus souvent sur un support. À partir de l'iMac c'est la New World ROM qui est en fonction. Pour les Macs plus anciens basés sur le Motorola 68000 le démarrage commence directement sur ladite boîte à outils.